# Радослав Самарџија
Радослав Самарџија (Трново, 7. фебруар 1953 — Источно Сарајево, 11. јануар 2009) био је српски песник. Писао је поезију, афоризме и поезију за дјецу. У Трнову се традиционално – сваке године у новембру – одржава књижевна манифестација "Говорим српски - Дани Радослава Самарџије" у част рано преминулог пјесника.

## Биографија
Радослав Самарџија је рођен 7. фебруара 1953. године у Грабу код Трнова. Школовао се у завичају и Сарајеву, а од 1962. године је био стално насељен у сарајевском насељу Неђарићи. Учествовао је, као борац, у рату 1992. године, а од 1995. радио је као новинар у Српској новинској агенцији.
Средином 70-тих година објављује у часописима, а са афоризмима и сатиричном поезијом учествује у радио емисијама Радио-телевизије Сарајево, али је објављивао и у часописима: Лица, Одјек, новине Наши дани, Књижевна реч, Књижевне новине, Око, Мостови, Градина и многи други. Прије рата је имао припремљена три рукописа. Кућа му је у рату запаљена и све је изгорјело. Те рукописе више никада није успио призвати у памћење и написати поново оно што је изгубљено.
Збирка Говорим српски у потпуности је написана на ратишту (осим неких пјесама), као аутентично свједочанство и непосредни пјесников доживљај рата. Рукопис Ослушкивање бога награђен је на анонимном конкурсу петих „Видовданских сусрета” Соколац 1997. године. За исту књигу добио је награду Сарајевских дана поезије 1999. године.
Збирка поезије за дјецу Деца нису овце, на анонимном конкурсу добила је награду Министарства науке и културе Републике Српске. Овај рукопис никада није објављен јер је изгубљен. Писао је поезију, афоризме и поезију за дјецу.
Умро је 11. јануара 2009. године у Источном Сарајеву.
По мишљењу многих колега, књижевних критичара, новинара, али и историчара књижевности, Радослав Самарџија је у самом врху поезије за дјецу, али и одрасле. У Трнову се традиционално, сваке године у новембру, одржава књижевна манифестација "Говорим српски - Дани Радослава Самарџије". Био је члан Удружења књижевника Српске.

### СЕЛЕКТИВНА ЛИТЕРАТУРА:
- Бабић, Недељко: Лирско и епско прометејство... Рецензија књиге ”Ослушкивање Бога” – стр. 69-71.
- Грујић, Жељко: Излазак из лавиринта... Рецензија књиге ”Ослушкивање Бога”, стр. 73-75.
- Малешeвић, Живко: ”Писмо-глава фрагменти целине”... Антологија ”Насукани на лист лирике”, Завод за уџбенике и наставна средства Републике Српске 2006, стр. 5-15.
- Жугић, Недељко: ”Пјесници заједно”. Изабране пјесме петорице пјесника, Удружење за информативно-културну дјелатност ”Свети Сава” Пале,  стр. 33-47.
- Жугић, Недељко: ”Пјесници у ђачком молу”,  Удружење за информативно-културну дјелатност ”Свети Сава” Пале,  стр.12-30.
- Шаиновић, Василије: ”Антологија ратне лирике Републике Српске 1992-2002”, Арт Принт Бања Лука, стр. 317-322.
- Грујичић, Ненад: ”Прогнани орфеј” (Антологија избегличке поезије из Хрватске, Босне и Херцеговине, Косова и Метохије с краја двадесетог века, ”Бранково Коло”, стр. 215-216.
- Зеленовић, Недељко: ”Лажљивци који говоре истину” (”Чаша поезије за здравље живота”), Удружење за информативно-културну дјелатност ”Свети Сава” Пале,  стр.38-40.
- Грујић, Жељко: ”Уби ме нејака ријеч” (Лирски празник за дјецу), Матична библиотека Источно Сарајево, стр. 83-91.
- Грујић, Жељко: ”Уби ме нејака ријеч” (Излазак из лавиринта црне руже”), Матична библиотека Источно Сарајево, стр. 92-94.